# Cryptopolyzoon wilsoni
Cryptopolyzoon wilsoni är en mossdjursart som först beskrevs av Arthur Dendy 1889.  Cryptopolyzoon wilsoni ingår i släktet Cryptopolyzoon och familjen Buskiidae. Inga underarter finns listade i Catalogue of Life.